# Normalne serce

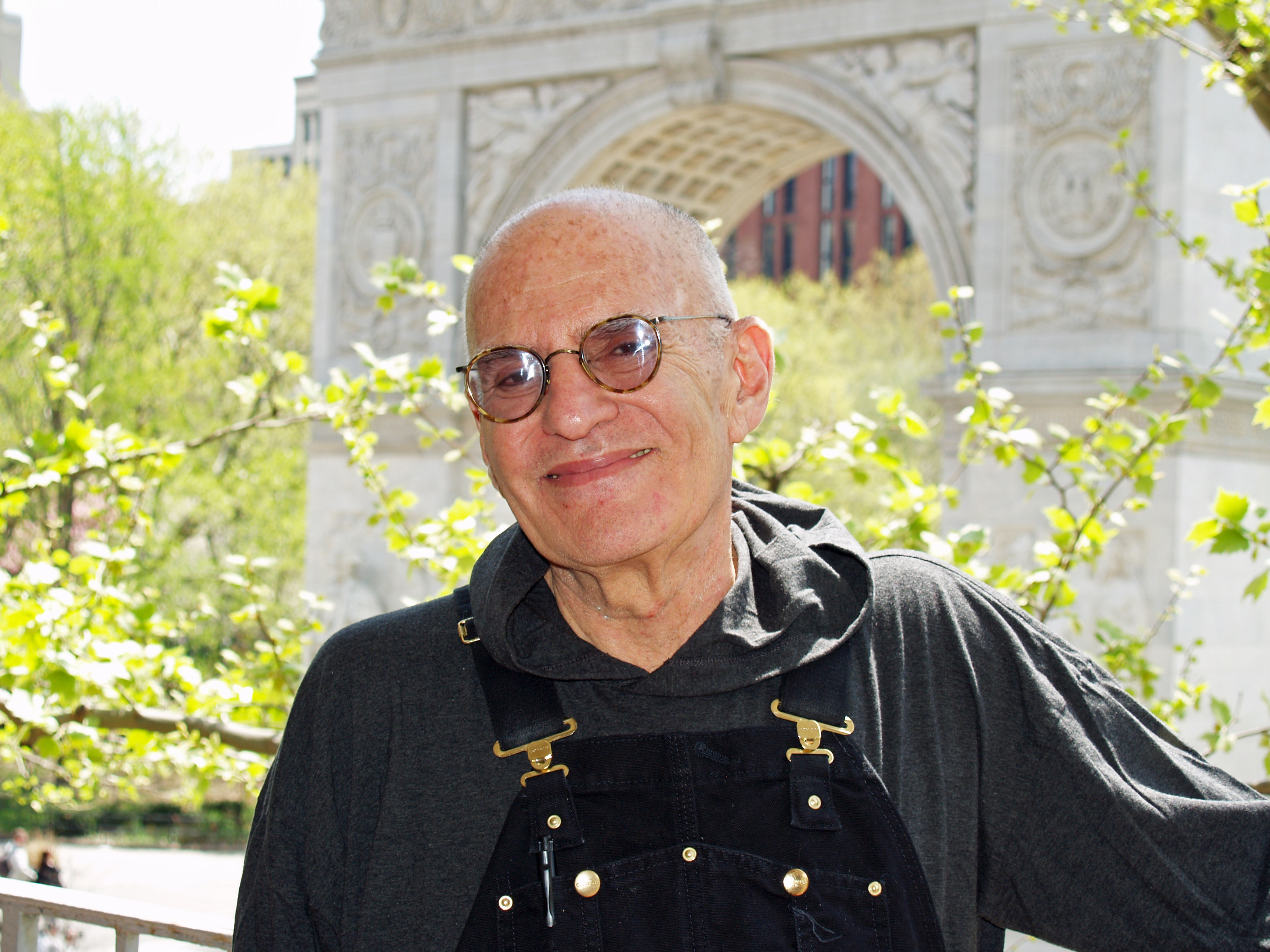
Larry Kramer, autor dramatu (2007).

Normalne serce – autobiograficzna sztuka teatralna Larry’ego Kramera, dramat.
W 2014 roku na podstawie sztuki powstał film „Odruch serca” w reżyserii Ryana Murphy’ego.

## Fabuła
Dramat Kramera prezentuje wczesny okres epidemii AIDS w USA, między rokiem 1981 a 1984, a więc mniej więcej od momentu opisania i rozpoznania nieznanej dotąd choroby (co jest zasługą amerykańskich lekarzy praktyków, takich jak dr Emma w sztuce Kramera), aż do wyodrębnienia wirusa choroby. Rzecz cała ukazana jest przez pryzmat nowojorskiego środowiska homoseksualistów, a ściślej grona działaczy organizacji gejowskiej walczącej o zaalarmowanie opinii publicznej, o konkretną pomoc i fundusze na badania, jednym słowem – o poważne potraktowanie nieznanej dotąd epidemii.

## Inscenizacje dramatu
Po raz pierwszy sztuka wystawiona została na Off-Broadwayu w nowojorskim The Public Theater (1985) z Bradem Davisem jako Nedem i Donaldem Warrenem Moffettem jako Felixem w obsadzie. Następnie wystawiano ją między innymi w Los Angeles, Londynie i ponownie na Off-Broadwayu w 2004 roku.
Na Broadwayu sztuka została zaprezentowana ponownie w kwietniu 2011 roku i otrzymała Nagrodę Tony dla najlepszego wznowienia. W rolach głównych wystąpili John Benjamin Hickey (Felix), Ellen Barkin (Dr. Emma Brookner) oraz Jim Parsons (Tommy Boatwright; był to zarazem jego debiut sceniczy).

### Polska realizacja
W Polsce Normalne serce wystawione została tylko raz (była to zarazem pierwsza inscenizacja w Polsce i Europie Wschodniej) w 1987 roku w Teatrze Polskim w Poznaniu w reżyserii Grzegorza Mrówczyńskiego. W rolach głównych wystąpili między innymi Mariusz Puchalski (Ned Weeks), Mariusz Sabiniewicz (Tommy Boatwright), Andrzej Szczytko (Bruce Niles), Irena Grzonka (Dr. Emma Brookner), Piotr Zawadzki (Craig Donner) oraz Piotr Wypart (Hiram Keebler).
Krytyka przyjęła spektakl przychylnie, podkreślając ważkość tematu; Tygodnik „Polityka” pisał wówczas o spektaklu „imponującym taktem, dyskrecją i rzetelnością (...) Powstało przedstawienie bardzo pięknie uczące tolerancji wobec innych, nietypowych, odmieńców”. 4 maja 1989 poznańską inscenizację zaprezentowano w Teatrze Telewizji.
Trzydziesta rocznica premiery (18 września 2017) została uczczona na deskach Teatru Polskiego czytaniem performatywnym w przekładzie i reżyserii Mike’a Urbaniaka. Wystąpili w nim aktorzy Teatru Polskiego w Poznaniu oraz Teatru Studio w Warszawie.